# Wonosari (Bonang)
Wonosari is een bestuurslaag in het regentschap Demak van de provincie Midden-Java, Indonesië. Wonosari telt 3532 inwoners (volkstelling 2010).